# Eurymesosa
Eurymesosa is een kevergeslacht uit de familie van de boktorren (Cerambycidae). De wetenschappelijke naam van het geslacht werd voor het eerst geldig gepubliceerd in 1938 door Breuning.

## Soorten
Eurymesosa omvat de volgende soorten:
- Eurymesosa affinis Breuning, 1970
- Eurymesosa albostictica Breuning, 1962
- Eurymesosa multinigromaculata Breuning, 1974
- Eurymesosa ventralis (Pascoe, 1865)